# Jan Boguszewski (lekarz)
Jan Witold Mikołaj Boguszewski (ur. 10 września 1881 w Uściługu, zm. 5 listopada 1918 w Krakowie) – lekarz, podporucznik Legionów Polskich. 

## Życiorys
Urodził się w rodzinie ziemiańskiej. Ukończył gimnazjum w Mińsku w 1902 roku i w tym samym roku rozpoczął studia na Uniwersytecie Warszawskim na wydziale lekarskim. Roku później został wyrzucony z uczelni bez prawa dalszego się na niej kształcenia za działalność polityczną. Studia kontynuował w Odessie, a następnie w Krakowie i ukończył na Uniwersytecie Genewskim w 1909 roku uzyskując dyplom lekarski.
Po nostryfikacji dyplomu w Rosji w 1911 roku osiadł w Wilnie, gdzie pracował jako lekarz na oddziale pediatrycznym. 
Po wybuchu wojny wstąpił do  POW w Wilnie. W 1916 roku zaciągnął się do Legionów Polskich, gdzie 1 grudnia został mianowany na stopień podporucznika i jako lekarz służył w 3 Pułku Piechoty Legionów. W czasie kryzysu przysięgowego uniknął internowania, gdyż wcześniej został aresztowany za czynny opór przeciw Niemcom. Zbiegł z więzienia do Krakowa. W Krakowie przebywał od sierpnia 1917 roku do maja 1918 roku działając w Czerwonym Krzyżu oraz w POW.  Od czerwca 1918 roku został lekarzem sejmikowym powiatu miechowskiego. W czasie epidemii duru brzusznego we wrześniu i październiku 1918 roku Jan Boguszewski, niosąc pomoc chorym, sam uległ zakażeniu. Zmarł w Krakowie 5 listopada 1918 roku, został pochowany na cmentarzu Rakowickim.
Pisał wiersze będące wyrazem czasów, w których żył. Jego ciotka, Maria Stefania Boguszewska, była żoną Ambrożego Samuela Kostrowickiego, brata białoruskiego poety i działacza politycznego, Kazimierza-Rafała Kostrowickiego, pseudonimu Karuś Kahaniec.
Pośmiertnie został odznaczony Krzyżem Niepodległości.